# Octere

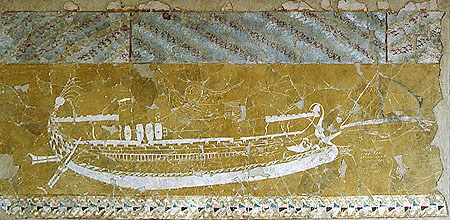
Grafiti de la colonia griega de Ninfea en Crimea, representado un pesado polirreme con castillo de popa, del siglo III a. C.

El octere {griego antiguo κτήρης/oktērēs) fue un buque de guerra del periodo helenístico, del que se sabe muy poco. Al menos había dos en la flota de Filipo V de Macedonia (c. 221–179 a. C.) en la Batalla de Quíos en 201 a. C., con espolones en las proas. Su última  aparición fue en la Batalla de Actium, en la que Marco Antonio, según Plutarco tenía muchos octeres. Basado en los comentarios de Orosio, quien indica que los barcos más grandes de la flota de Marco Antonio eran quinquerremes (su cubierta estaba a unos 3 m por encima del agua), se presume que los octeres, como los eneres y deceres, tenían los remeros en dos niveles.
Un excepcional gran octere, el Leontóforos, está documentado por Memnón de Heraclea Póntica, construido por Lisímaco de Tracia (c. 306–281 a. C.) Estaba decorado suntuosamente, requería 1600 remeros (8 filas de 100 por lado) y podía llevar 1200 marinos. Sorprendentemente para una nave de su tamaño su rendimiento era muy bueno.